# Карасукская культура
Карасукская культура — археологическая культура бронзового века (конец 2-го — начало 1-го тысячелетия до н. э.) в Южной Сибири и Казахстане. Названа по раскопкам эталонных памятников на реке Карасук (приток Енисея) близ села Батени в Боградском районе (Хакасия). Изучение проводится преимущественно на основании раскопок курганов. Влияние культуры прослеживается от Саян и Алтая до Аральского моря. Развилась на основе окуневской культуры под влиянием андроновской культуры. Выделяется две традиции — классическая и лугавская (каменноложская). Сменяется тагарской культурой.

## История изучения
Первые сообщения о карасукских могилах содержатся в дневниках И. Г. Гмелина (XVIII в.). Первые раскопки произвел И. П. Кузнецов-Красноярский в 1884 году под селом Аскиз. По сходству погребального ящика с гробом он назвал их гробницами. В 1894 подобные ящики встретил А. В. Адрианов при раскопках на р. Туба и под г. Минусинском, но не придал им значения.
С. А. Теплоухов исследовал могильники в пяти разных пунктах Хакасско-Минусинской котловины. Именно он выделил новую археологическую культуру и дал характеристику. После него раскопки производили Г. П. Сосновский, В. П. Левашева, но главным образом — С. В. Киселёв.
В 1950-е серию карасукских могил в г. Абакане и на левых притоках р. Абакан раскопал А. Н. Липский.
В дальнейшем, в результате работ Красноярской археологической экспедиции под руководством М. П. Грязнова был выделен особый поздний этап карасукской культуры — каменноложский.

## Версии о происхождении
Основные точки зрения на происхождение:
- Развилась на основе окуневской культуры.

- доказывается её местное происхождение, то есть прослеживается её эволюционная преемственность от андроновской культуры (М. П. Грязнов, Г. Максименков, Зиеп Динь Хоа и др.)[5];
- обосновывается её пришлый характер, что карасукцы пришли из —
  - центрально-азиатских степей и северо-западного Китая (С. В. Киселёв, Новгородова, Г. Ф. Дебец),
  - Ближнего Востока — Н. Л. Членова;
  - Средней Азии, являлись носителями европеоидного памиро-ферганского антропологического типа (В. П. Алексеев).
- ряд исследователей обнаруживают аборигенные, южные и центральноазиатские компоненты в карасукской культуре, считая её смешанной и контактной[6][7][8][9].

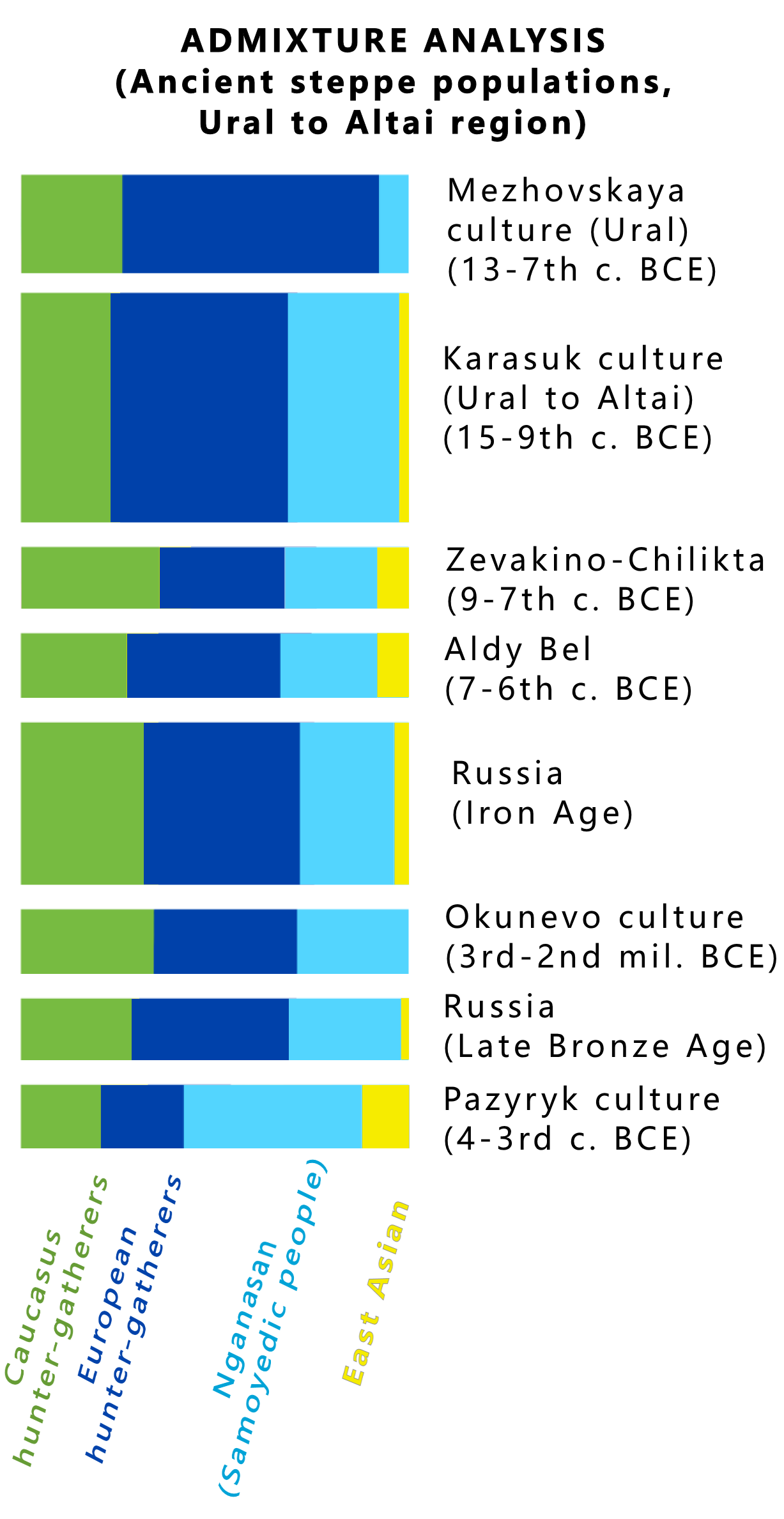
Упрощенная схема результатов анализа ADMIXTURE для древних степных популяций кочевников Евразийской степи (от Урала до Алтая), в том числе представителей Карасукской культуры. Голубым отмечен нганасанский компонент (самодийцы), синиим - европейские охотники-собиратели, желтый - восточно-азиатский компонент, зеленым - кавказские охотники-собиратели. (см. полную версию результатов количество предковых популяций К варьируется от 2 до 15).

## Антропологический облик

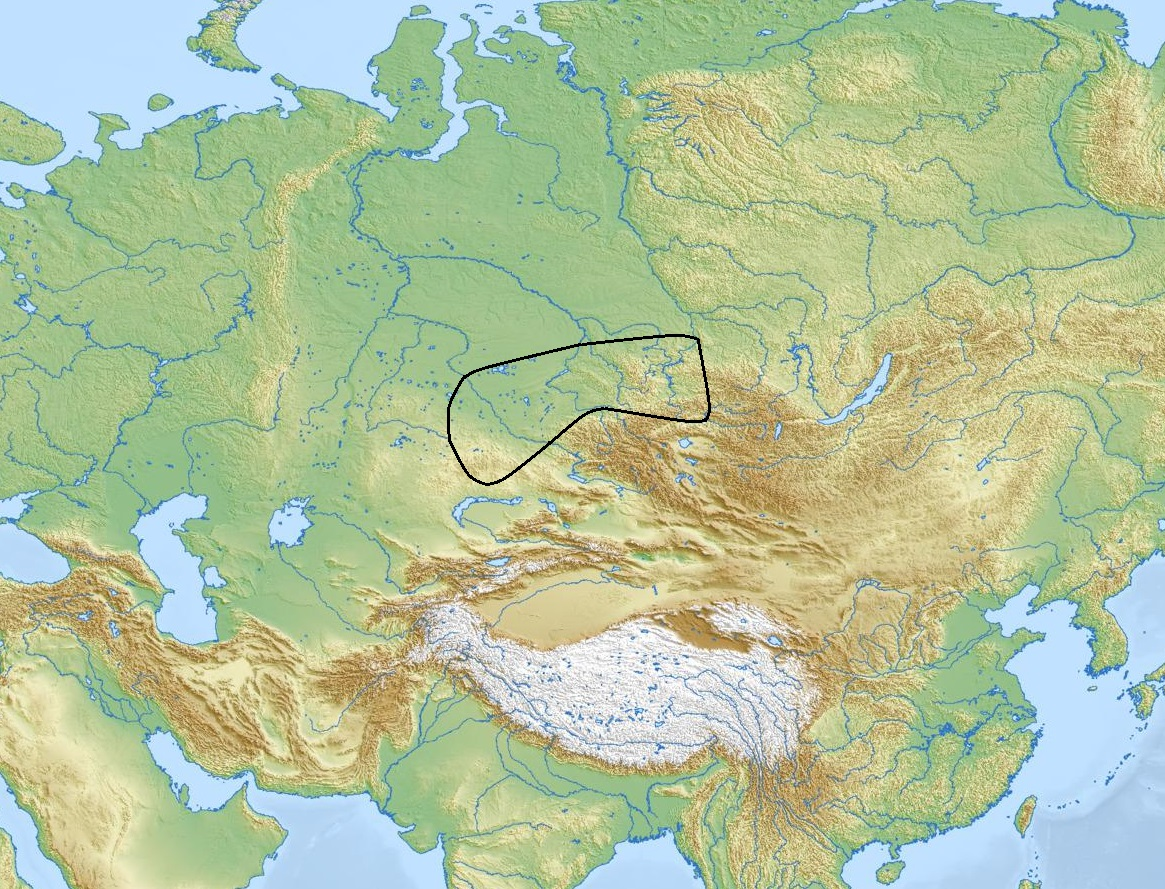
Приблизительная территория распространения Карасукской культуры.

По мнению Л. Гумилёва, культура создана кочевниками-монголоидами (наличие черепов европеоидного типа объясняется смешением с динлинами). Исходным ареалом распространения был северный Китай.
По другим предположениям, карасукцы пришли с юга из среднеазиатского региона, поскольку в карасукских могилах находят черепа людей европеоидного памиро-ферганского типа.
Некоторые исследователи (Б. О. Долгих, А. П. Дульзон, Н. Л. Членова, Э. А. Новгородова, М. Д. Хлобыстин и др.) полагают, что карасукцы являются предками кетов. Ж. ван Дрим рассматривает носителей бурушаски на Гиндукуше как потомков карасукской культуры.
Большинство исследователей считает карасукцев представителями смешанного типа, в основе которого был европеоидный средиземноморский «андроновский» антропологический тип, дополненный монголоидным типом пришельцев из восточных районов Центральной Азии (В. А. Дремов, А. Н. Багашев).

## Палеогенетика
В 2010 году были опубликованы результаты генетического исследования останков представителей карасукской культуры. Четыре представителя культуры Карасук были из четырёх разных мест возрастом от 1400 года до н. э. до 800 года до н. э. У двух представителей карасукской культуры были определены митохондриальные гаплогруппы U5a1 и U4. У двух других карасукцев была определена Y-хромосомная гаплогруппа R1a1. В исследовании 2015 года были определены Y-хромосомные гаплогруппы R1a и Q1a и митохондриальные гаплогруппы A, C4, M8, H4, I4 и U5.
Исследования ДНК ископаемых останков людей бронзового века Евразии подтверждают, что карасукская культура была мультиэтнической (смешанной), произошедшей из смеси европеоидной андроновской культуры и восточно-азиатских народов. Потомками карасукской культуры генетически являются киммерийцы железного века.
| Код     | Могильник    | Пол | mtДНК       | Y-ДНК     |
| ------- | ------------ | --- | ----------- | --------- |
| S18     |              | Ж   | U5a1        |           |
| S19     |              | Ж   | U4          |           |
| RISE493 | Сабинка II   | М   | C4a1c       | Q1a1b1    |
| RISE494 | Сабинка II   | М   | I4a1        | R1a1a1    |
| RISE495 | Арбан I      | М   | D4j1        | R1a1a1b2a |
| RISE496 | Арбан I      | Ж   | U5a1a2a     |           |
| RISE497 | Арбан I      | Ж   | A+152+16362 |           |
| RISE499 | Быстрая      | Ж   | H5a1        |           |
| RISE502 | Подкунинский | Ж   | U5a1d       |           |

## Культура

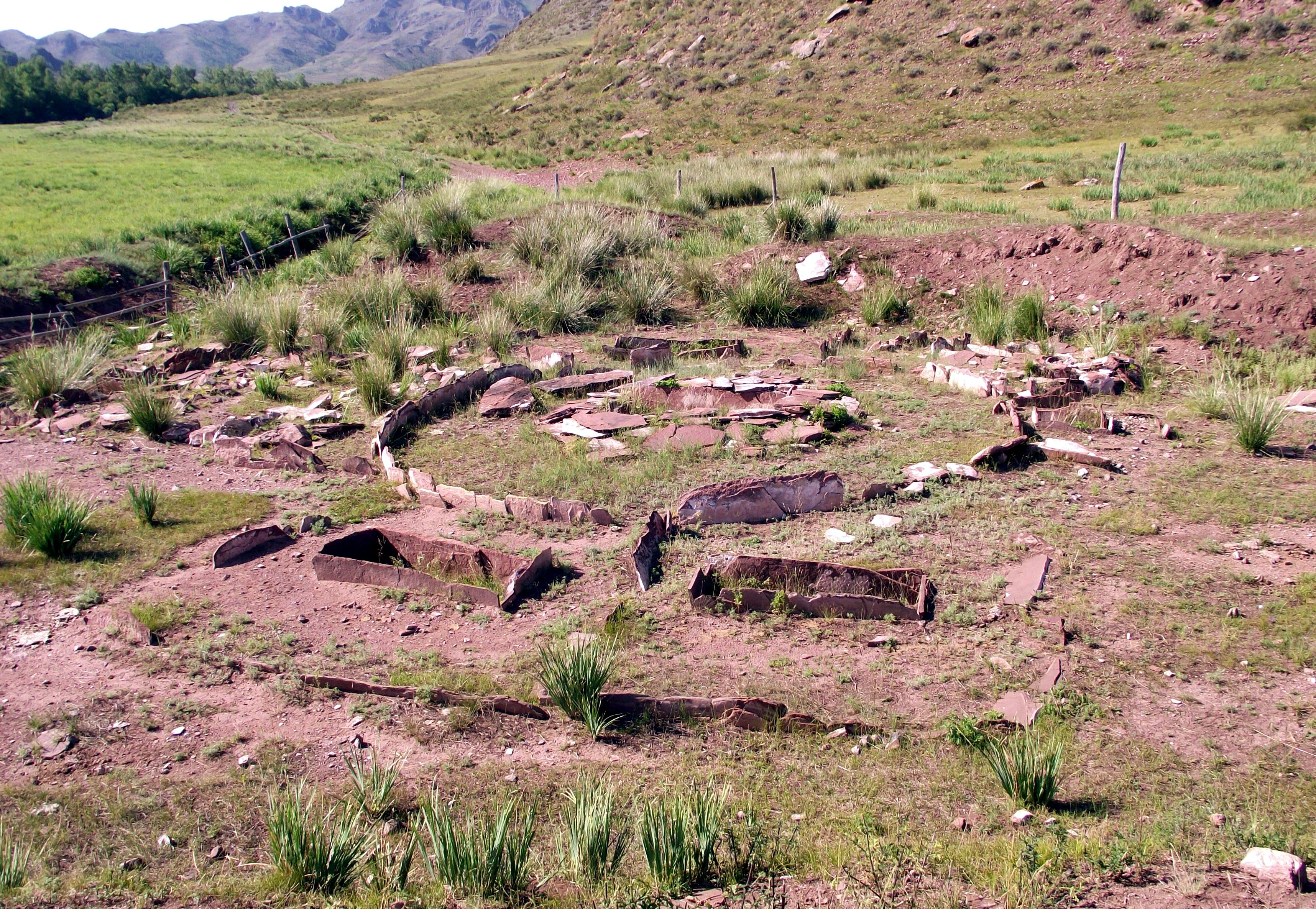
Ландшафтный музей-заповедник «Казановка», Почти раскопанный Карасукский могильник рядом с аалом Анчыл Чон.

Жители карасукских поселений занимались преимущественно скотоводством и примитивным земледелием. В карасукское время лошадь начинает использоваться для верховой езды. Были распространены и ремёсла, в том числе бронзовая металлургия. Бронза применялась, в основном, для изготовления оружия. Воины Карасукской культуры были вооружены копьями с бронзовыми прорезными наконечниками и бронзовыми колющими мечами. Из глины изготавливалась посуда преимущественно шарообразной, реже овальной формы, с широкой прямой горловиной, украшенная орнаментом из треугольников и ромбов. Поддерживались торговые связи с Китаем. Поселения главным образом представляли собой землянки.
Мёртвые хоронились в каменных ящиках под курганами. Известно свыше 2000 захоронений. В некоторых могильниках количество курганов достигает нескольких сотен. В карасукских памятниках распространены кинжалы, ножи, лапчатые подвески, бусы, бляхи, пуговицы.